# Fahlstirnspecht
Der Fahlstirnspecht (Gecinulus grantia) auch Blassscheitel-Bambusspecht ist eine Vogelart aus der Familie der Spechte (Picidae). Dieser kleine und insgesamt recht düster gefärbte Specht bewohnt Teile Südostasiens. Die Art ist eng an feuchte Wälder gebunden, wo sie eine starke Präferenz für Bambusbestände zeigt. Die Nahrung besteht vor allem aus Ameisen, Käferlarven und anderen Insekten. Die Art gilt als wenig häufig bis sehr selten und der Bestand ist wahrscheinlich abnehmend. Der Fahlstirnspecht wird von der IUCN jedoch noch als  (=least concern – nicht gefährdet) eingestuft.

## Beschreibung
Fahlstirnspechte sind kleine, untersetzte Spechte mit einer kleinen Haube, einem weichen und breiten Schwanz und einem kurzen, am First leicht gebogenen, meißelförmig zugespitzten und an der Basis breiten Schnabel. Die Nasenlöcher sind befiedert. Die Körperlänge beträgt etwa 25–27 cm, sie sind damit etwas größer als ein Buntspecht. Angaben zum Gewicht liegen bisher nicht vor. Die Art zeigt hinsichtlich der Färbung einen nicht sehr auffallenden Geschlechtsdimorphismus, jedoch eine deutliche geographische Variation.
Diese Spechte sind insgesamt recht düster rot und olivgrün. Beim Männchen der Nominatform ist der obere Rücken dunkel oliv, die gesamte übrige Oberseite einschließlich der Schirmfedern, der Armschwingen und der Oberschwanzdecken ist matt bräunlich dunkelrot. Die Handschwingen sind braun mit matt rötlichen Säumen auf den Außenfahnen und breiten beigen Binden. Die Steuerfedern sind schwarzbraun, rötlich gesäumt und in variablem Umfang ebenfalls breit beige gebändert. Die gesamte Unterseite des Rumpfes ist einfarbig dunkel oliv oder bräunlich oliv. Die Unterflügel sind bräunlich mit schwacher Bänderung, die Unterflügeldecken sind grau und weißlich gefleckt. Der Unterschwanz ist weitgehend wie der Oberschwanz gefärbt, jedoch matt grünlich gelb überhaucht.
Oberkopf, Haube und Nacken sind grünlich gelb, der Oberkopf zeigt von der Mitte etwa bis zum Hinterkopf einen Bereich rosafarbener Federn mit roten Spitzen. Der übrige Kopf und der Hals sind einfarbig beige grün bis blass olivbraun mit gelblicher Verwaschung, Kinn und Kehle sind dunkler und mehr oliv. Der Schnabel ist blass horngelb bis weißlich oder blass bläulich elfenbeinfarben, an der Basis etwas dunkler grau oder grünlich. Beine und Zehen sind olivgrün. Die Iris ist rot oder rötlich braun.
Weibchen fehlt nur die rötliche Partie auf dem Oberkopf, der gesamte Oberkopf ist gelbgrün und wird zum Nacken hin mehr gelb.

## Lautäußerungen
Häufigste Kontaktrufe sind vier- bis fünfmal wiederholte, nasale Rufreihen wie „tschäik-tschäik-tschäik-tschäik“ oder „kwíiik kwik-kwik“, die in der Tonhöhe ansteigen und zum Ende hin wieder abfallen. Diese Rufe sind den entsprechenden Rufen des Mittelspechts erstaunlich ähnlich. Bei Erregung oder Störungen rufen diese Spechte laut ratternd „kiriki kiriki kiriki kiriki“. Auch Rufe wie „kwii-kwee..“ sind bekannt. Die Trommelwirbel sind schnell, gleichmäßig und mittellang, sie ähneln denen des Kleinspechts.

## Verbreitung und Lebensraum
Dieser Specht bewohnt Teile des kontinentalen Südostasiens. Das Verbreitungsgebiet reicht in West-Ost-Richtung vom äußersten Osten Nepals über Assam, den Norden Bangladeschs und West und Zentral-Myanmar bis in den Südwesten Chinas. Weiter nach Osten schließen sich einige disjunkte Vorkommen bis nach Fujian an. Nach Süden erstreckt sich die Verbreitung in einem relativ schmalen Gürtel durch Laos bis zur Südspitze Vietnams. Die Größe des Gesamtverbreitungsgebietes ist nicht genau bekannt.
Fahlstirnspechte bewohnen feuchte immergrüne Wälder, gemischte Sekundär- und Bambuswälder mit Bambus und Gebüsch, und zeigen insgesamt eine starke Präferenz für Bambusbestände. Die Tiere sind weitgehend auf Niederungen unterhalb 1000 m Höhe beschränkt und werden nur selten bis in 1200 m Höhe beobachtet.

## Systematik
Die Zahl der Unterarten ist umstritten, Winkler et al. erkennen 3 Unterarten an:
- Gecinulus grantia grantia (Horsfield, 1840) – Das Verbreitungsgebiet der Nominatform umfasst den Westteil des Areals der Art und reicht nach Osten bis in Westen Yunnans.

- Gecinulus g. indochinensis Delacour, 1927  – Südwesten Yunnans sowie Laos und Vietnam. Oberseite matter rot als bei Nominatform, Kopfseiten grauer und mit weniger gelb, Unterseite mehr aschbraun und weniger oliv, matt beige Flügelbinden breiter und auch auf die Armschwingen ausgedehnt. Rötliche Partie auf dem Oberkopf des Männchens mehr rosafarben und mit weniger rot.

- Gecinulus g. viridanus Slater, HH, 1897  – Fujian und Norden Guangdongs im Südosten Chinas. Größer als die beiden anderen Unterarten mit relativ längerem Schwanz, aber kürzerem Schnabel. Noch weniger Rot als vorige Unterart, Oberseite mehr oliv und nur die großen Oberflügeldecken deutlich auffallend rot, Unterseite graubraun. Rötliche Partie auf dem Oberkopf des Männchens recht klein und matt rosa.

## Lebensweise
Die wenig lautfreudige und scheue Art hält sich meist in den unteren Strata der Vegetation an den Stämmen kleiner Bäume und vor allem an großem Bambus auf, nur selten in den Baumkronen, an liegendem Totholz oder auf dem Boden. Die dort gesuchte Nahrung besteht hauptsächlich aus Ameisen, Käferlarven und anderen Insekten. Fahlstirnspechte werden meist in Paaren oder kleinen Familiengruppen beobachtet. Die Brutzeit erstreckt sich von März bis Mai. Die Höhlen werden in 1–6 m Höhe in einem toten Baum oder Baumstumpf angelegt, das Gelege besteht gewöhnlich aus drei Eiern. Weitere Angaben zur Brutbiologie liegen bisher nicht vor.

## Bestand und Gefährdung
Angaben zur Bestandsgröße gibt es nicht. Die Art gilt als wenig häufig bis sehr selten, und der Bestand ist aufgrund der anhaltenden Lebensraumzerstörung wahrscheinlich abnehmend. Der Fahlstirnspecht wird von der IUCN jedoch noch als ungefährdet („least concern“) eingestuft.